# 48. Międzynarodowy Festiwal Filmowy w Wenecji
48. Międzynarodowy Festiwal Filmowy w Wenecji odbył się w dniach 3–14 września 1991 roku.
Jury pod przewodnictwem włoskiego krytyka filmowego Giana Luigiego Rondiego przyznało nagrodę główną festiwalu, Złotego Lwa, radzieckiemu filmowi Urga w reżyserii Nikity Michałkowa. Drugą nagrodę w konkursie głównym, Nagrodę Specjalną Jury, przyznano portugalskiemu filmowi Boska komedia w reżyserii Manoela de Oliveiry.
Honorowego Złotego Lwa za całokształt twórczości otrzymali włoski reżyser Mario Monicelli oraz włoski aktor Gian Maria Volonté.

## Członkowie jury

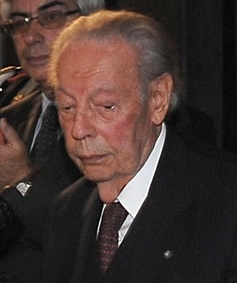
Przewodniczący jury konkursu głównego Gian Luigi Rondi

### Konkurs główny
- Gian Luigi Rondi, włoski krytyk filmowy − przewodniczący jury[3]
- James Belushi, amerykański aktor
- John Boorman, brytyjski reżyser
- Michel Ciment, francuski krytyk filmowy
- Silvia D’Amico Bendicò, włoska producentka filmowa
- Moritz de Hadeln, dyrektor MFF w Berlinie
- Naum Kleiman, radziecki historyk kina
- Oja Kodar, jugosłowiańska aktorka
- Pilar Miró, hiszpańska reżyserka